# Anna Jesień
Anna Marta Jesień-Olichwierczuk (Kostki, Polònia, 10 de desembre de 1978) és una atleta polonesa, especialista en la prova de 400 m barres, amb la qual ha aconseguit ser medallista de bronze mundial en 2007.

## Carrera esportiva
Al Mundial d'Osaka 2007 va guanyar la medalla de bronze en els 400 metres barres, amb un temps de 53,92 segons, quedant en el podi després de l'australiana Jana Rawlinson i la russa Yuliya Pechenkina.